# هزارچرخ ۱۵۴۹۵
سیارک ۱۵۴۹۵ (به انگلیسی: 15495 Bogie، نامگذاری:1999DF2) پانزده هزار و چهارصد و نود و پنجمین سیارک کشف شده‌است که در ۱۷ فوریه ۱۹۹۹ کشف شد.
قدر مطلق سیارک برابر ۱۳٫۷۰ است.